# USS Pride (DE-323)
USS Pride (DE-323) là một tàu hộ tống khu trục lớp Edsall từng phục vụ cùng Hải quân Hoa Kỳ trong Chiến tranh Thế giới thứ hai. Nó là chiếc tàu chiến duy nhất của Hải quân Hoa Kỳ được đặt cái tên này, theo tên Thiếu úy Hải quân Lewis Bailey Pride, Jr. (1919-1941), người từng phục vụ trên thiết giáp hạm Oklahoma (BB-37) và đã tử trận trong cuộc Tấn công Trân Châu Cảng ngày 7 tháng 12, 1941. Nó đã phục vụ cho đến khi chiến tranh kết thúc, xuất biên chế năm 1946; rồi được chuyển cho Tuần duyên Hoa Kỳ như là chiếc USCGC Pride (WDE-423) vào năm 1951, và hoạt động cho đến năm 1954. Hoàn trả cho Hải quân, con tàu tiếp tục bị bỏ không cho đến khi bị bán để tháo dỡ vào năm 1974. Pride được tặng thưởng ba Ngôi sao Chiến trận do thành tích phục vụ trong Thế Chiến II.

## Thiết kế và chế tạo
Lớp Edsall có thiết kế hầu như tương tự với lớp Cannon dẫn trước; khác biệt chủ yếu là ở hệ thống động lực Kiểu FMR do được trang bị động cơ diesel Fairbanks-Morse dẫn động qua hộp số giảm tốc đến trục chân vịt. Đây là cấu hình động cơ được áp dụng rộng rãi trên tàu ngầm, được chứng tỏ là có độ tin cậy cao hơn so với lớp Cannon.
Vũ khí trang bị bao gồm ba pháo 3 in (76 mm)/50 cal trên tháp pháo nòng đơn có thể đối hạm hoặc phòng không, một khẩu đội pháo phòng không Bofors 40 mm nòng đôi và tám pháo phòng không Oerlikon 20 mm. Vũ khí chống ngầm bao gồm một dàn súng cối chống tàu ngầm Hedgehog Mk. 10 (có 24 nòng và mang theo 144 quả đạn); hai đường ray Mk. 9 và tám máy phóng K3 Mk. 6 để thả mìn sâu. Con tàu vẫn giữ lại ba ống phóng ngư lôi Mark 15 21 inch (533 mm), và được trang bị radar SC dò tìm không trung và mặt biển. Thủy thủ đoàn đầy đủ bao gồm 186 sĩ quan và thủy thủ.
Pride được đặt lườn tại xưởng tàu của hãng Consolidated Steel Corporation ở Orange, Texas vào ngày 12 tháng 4, 1943. Nó được hạ thủy vào ngày 3 tháng 7, 1943, được đỡ đầu bởi bà Lewis Bailey Pride, mẹ Thiếu úy Pride, và nhập biên chế cùng Hải quân Hoa Kỳ vào ngày 13 tháng 11, 1943 dưới quyền chỉ huy của Hạm trưởng, Trung tá Tuần duyên Ralph R. Curry.

## Lịch sử hoạt động
Sau khi hoàn tất việc chạy thử máy huấn luyện tại vùng biển Bermuda, trong một năm tiếp theo Pride đã hoàn tất bốn chuyến hộ tống vận tải khứ hồi vượt Đại Tây Dương sang khu vực Địa Trung Hải. Trong chuyến đi thứ hai vào ngày 20 tháng 4, 1944, máy bay ném bom của Không quân Đức đã tấn công Đoàn tàu UGS–38 vào lúc trời nhá nhem tối ngoài khơi Algiers. Chúng đã đánh chìm năm tàu trong đoàn tàu, bao gồm tàu vận tải SS Paul Hamilton đang vận chuyển 500 binh lính và tàu khu trục Lansdale (DD-426).
Trong chuyến quay trở về vào ngày 3 tháng 5, tàu hộ tống khu trục chị em Menges (DE-320) trúng một ngư lôi dò âm G7es trong lúc truy đuổi một mục tiêu phát hiện qua radar. Bị hư hại nặng, Menges phải được kéo về Algiers để sửa chữa. Pride đã cùng với Joseph E. Campbell (DE-70), Sénégalais và HMS Blankney (L30) phối hợp tấn công vào ngày hôm sau, đánh chìm tàu ngầm U-boat U-371 tại tọa độ 37°49′B 05°39′Đ / 37,817°B 5,65°Đ; ba thành viên thủy thủ đoàn chiếc U-boat đã tử trận, và 49 người sống sót bị bắt làm tù binh.
Đến ngày 1 tháng 3, 1945, Pride cùng ba tàu hộ tống khu trục cùng đội được điều gia nhập một đội đặc nhiệm tìm-diệt tàu ngầm tại Bắc Đại Tây Dương, vốn được vận hành toàn bộ bởi nhân sự thuộc Tuần duyên Hoa Kỳ. Vào ngày 18 tháng 3, nó trợ giúp cho Lowe, Menges và Mosley trong việc đánh chìm tàu ngầm U-866 về phía Đông Nam Halifax, Nova Scotia, tại tọa độ 43°18′B 61°08′T / 43,3°B 61,133°T; toàn bộ 59 thành viên viên thủy thủ đoàn chiếc U-boat đều tử trận.
Sau đó, trong khuôn khổ Chiến dịch Teardrop, Pride gia nhập một đội tàu sân bay hộ tống tại Bắc Đại Tây Dương có nhiệm vụ tuần tra ngăn chặn chống sự xâm nhập của tàu U-boat thế hệ mới được trang bị ống hơi. Cho đến khi chiến tranh kết thúc tại Châu Âu, năm trong số sáu tàu ngầm được biết có mặt trong khu vực đã bị tiêu diệt; chiếc thứ sáu đã đầu hàng không lâu sau khi Đức Quốc xã đầu hàng. Nó lại hộ tống cho hai tàu vận tải đi sang Liverpool, Anh, và khi quay trở về nó đã đi đến vùng kênh đào Panama để phục vụ cho việc huấn luyện tàu ngầm tại khu vực này cho đến cuối năm 1945.
Chuyển đến Green Cove Springs, Florida vào ngày 29 tháng 12, Pride được đại tu để chuẩn bị ngừng hoạt động. Nó được cho xuất biên chế tại đây vào ngày 26 tháng 4, 1946, và được đưa về Hạm đội Dự bị Đại Tây Dương. Tên nó được cho rút khỏi danh sách Đăng bạ Hải quân vào ngày 2 tháng 1, 1971, và con tàu bị bán để tháo dỡ vào ngày 30 tháng 1, 1974.

## Phần thưởng
Pride được tặng thưởng ba Ngôi sao Chiến trận do thành tích phục vụ trong Thế Chiến II.
|  |                                         |  |
|  | Bronze star · Bronze star · Bronze star |  |

| Dãi băng Hoạt động Tác chiến (truy tặng) |                                                                              |                                      |
| Huân chương Chiến dịch Hoa Kỳ            | Huân chương Chiến dịch Châu Âu-Châu Phi-Trung Đông với 3 Ngôi sao Chiến trận | Huân chương Chiến thắng Thế Chiến II |